# Windows Server 2012
Windows Server 2012, anomenat "Windows Server 8" com a nom en clau, és la sisena versió de Microsoft Windows per a servidors. És la versió per a servidors de Windows 8, i és el sistema posterior a Windows Server 2008 R2. Windows Server 2012 va ser alliberat el 4 de setembre del 2012. Aquest sistema no té suport per a ordinadors amb processadors Intel Itanium i té 4 versions. S'han afegit o millorat característiques del seu sistema anterior, el Windows Server 2008 R2, com per exemple, una nova versió del Administrador de Tasques del Windows, y és presenta un nou sistema d'arxius: ReFS.